# 喜马拉雅鼠耳蝠
喜马拉雅鼠耳蝠（学名：Myotis muricola）为蝙蝠科鼠耳蝠属的动物。分布于台湾岛以及中国大陆的西藏等地。该物种的模式产地在尼泊尔。